# Violet Walrond
Violet Ethel Mary Walrond, po mężu Robb (ur. 27 lutego 1905 w Auckland, zm. 17 grudnia 1996 w Taupō) – nowozelandzka pływaczka z pierwszej połowy XX wieku, uczestniczka igrzysk olimpijskich.

## Życiorys
Ojciec Violet –- Cecil ("Tui"), był także jej trenerem pływackim, był jej opiekunem i nieoficjalnym trenerem zespołu podczas Igrzysk. Pływaczka miała wtedy 160 cm wzrostu i ważyła zaledwie 48,5 kg. Aby dojechać na Olimpiadę zespół odbył dziewięciotygodniową podróż, podczas której nie było szans na szkolenie. Olimpijczycy nie mieli munduru drużyny – mężczyźni nosili garnitury, a Violet – kremową sukienkę.
Podczas VII Letnich Igrzysk Olimpijskich w Antwerpii w 1920 roku, piętnastoletnia Walrond wystartowała w dwóch konkurencjach pływackich. W wyścigu na 100 metrów stylem dowolnym z 1:21,4 zajęła trzecie miejsce w drugim wyścigu eliminacyjnym. Była najlepszą z zawodniczek, które zajęły trzecie miejsca, co pozwoliło Nowozelandce zakwalifikować do finału. Zajęła w nim piąte miejsce (z nieznanym czasem). W wyścigu na 300 metrów stylem dowolnym z czasem 5:04,6 zajęła premiowane awansem drugie miejsce w drugim wyścigu eliminacyjnym. W finale uplasowała się na ostatnim, siódmym miejscu.
Była pierwszą kobietą reprezentującą Nową Zelandię na igrzyskach olimpijskich.

## Kolejne osiągnięcia
Po igrzyskach Violet zajęła trzecie miejsce w 5-kilometrowym wyścigu nad Tamizą w Londynie. W 1923 roku wygrała w stylu dowolnym na 100 jardów w Australian Swimming Union Championships w Sydney.

## Emerytura sportowa
W 1923 roku jej ojciec Tui Walrond podjął decyzję, że zarówno Violet, jak i jej młodsza siostra Edna, która również była znakomitym pływaczką, odejdą na sportową emeryturę.

## Odznaczenie
W 2010 roku Komitet Olimpijski Nowej Zelandii uczcić pierwszą kobietę reprezentującą na igrzyskach olimpijskich barwy Nowej Zelandii i podczas ceremonii w Wellington wręczono jej bratankowi Carlowi Walrondowi odznakę olimpijską wraz z certyfikatem. Komitet Olimpijski Nowej Zelandii, wraz z Klubem Olimpijskim Nowej Zelandii, uhonorował każdego z olimpijczyków w swoim kraju odznaką z unikalnym numerem olimpijskim oraz numerowanym certyfikatem podpisanym przez Prezydenta MKOl Jacques’a Rogge’a i sekretarza generalnego NZOC Barry’ego Maistera.